# British Columbia Highway 22
Der British Columbia Highway 22 ist die Verlängerung der Washington State Route 25 mit Highway 3. Der Highway trifft in Castlegar auf Highway 3. Der Highway hat eine Länge von 47 km.

## Verlauf
Die Washington State Route 25 kommt von Süden, erste Gemeinde südlich der Grenze ist Northport. Ca. 500 m nach der Grenze stößt der Highway auf den King George VI Provincial Park, an dessen Südwestecke die kleine Gemeinde Paterson gelegen ist. Der Highway verläuft nordwärts und trifft kurz vor Rossland auf Highway 3B. Für die nächsten 10 km erfolgt eine Doppelauszeichnung mit beiden Highwaybezeichnungen, der Highway führt dabei durch die Gemeinden Warfield und Trail. In Trail trennen sich die Highway wieder. Highway 22 folgt weiter nach Norden entlang des Tals des Columbia Rivers, während Highway 3B in Doppelauszeichnung mit Highway 22A ostwärts führt. Die Gemeinde Genelle wird im weiteren Verlauf noch gestreift, bis Highway 22 dann in Castlegar in den Highway 3, den Crowsnest Highway, einmündet.